# Chastre-Dame-Alerne
Chastre-Dame-Alerne of Chastre is een dorp in de Belgische provincie Waals-Brabant. Het ligt in Chastre-Villeroux-Blanmont, een deelgemeente van Chastre.

## Plaatsnaam
Het toponiem Chastre wordt voor het eerst vermeld als Castra in een tekst uit het jaar 958 (overgeleverd in een kopie uit de vijftiende eeuw). Het Latijnse woord castra betekent ‘legerkamp’ en komt in talrijke plaatsnamen voor, zoals bijvoorbeeld Kasterlee of Kester (bij Gooik).
Op de Ferrariskaart uit de jaren 1770 is het dorp weergegeven als Ch.re Dame Alerne, met ten oosten het gehucht Perbais. De toevoeging Dame Alerne verwijst naar de devotie voor Onze-Lieve-Vrouw, die sinds de vijftiende eeuw in Chastre aanroepen werd voor de genezing van hernia.

## Geschiedenis
Onder het ancien régime was Chastre-Dame-Alerne een zelfstandige heerlijkheid. Juridisch viel het onder de meierij van Mont-Saint-Guibert, in het kwartier van Brussel van het hertogdom Brabant. Het dorp bestond in die tijd uit twee heerlijkheden, die door dezelfde heer bestuurd werden: Chastre en Chastre-en-Villeroux.
Na de Franse invasie werd het dorp als gemeente ingedeeld bij het kanton Mellery van het Dijledepartement. Hierbij splitste men het gehucht Perbais af; het werd aangehecht bij de gemeente Walhain-Saint-Paul.
Bij keizerlijk decreet van 1811 werden de gemeenten Chastre en Villeroux al verenigd in de gemeente Chastre-Villeroux. Die gemeente werd in 1823 al opgeheven en met Blanmont verenigd in Chastre-Villeroux-Blanmont.
Deelgemeenten: Chastre-Villeroux-Blanmont · Cortil-Noirmont · Gentinnes · Saint-Géry

Overige plaatsen: Blanmont · Chastre · Cortil · Noirmont · Villeroux

Belgische gemeenten · Arrondissement Nijvel · Waals-Brabant · Wallonië